# Weißbuch (Bundeswehr)
Das Weißbuch ist ein durch das Bundesministerium der Verteidigung erarbeitetes und durch die Bundesregierung verabschiedetes Grundlagendokument, das die sicherheitspolitische Lage der Bundesrepublik Deutschland und der Verbündeten für die kommenden Jahre aus Sicht der Regierung darstellt und als Leitfaden für sicherheitspolitische Entscheidungen und Handlungen in Deutschland dienen soll. Insbesondere werden Schlussfolgerungen für die Aufgaben der Bundeswehr und deren Personalstärke, Ausrüstung und Ausbildung gezogen und Anknüpfungspunkte für andere Ressorts der Bundesregierung geschaffen, damit diese ihre Instrumente mit sicherheitspolitischem Bezug weiterentwickeln können. Das Weißbuch wird nach Diskussion in parlamentarischen Gremien und Öffentlichkeit seit seiner Erstveröffentlichung am 11. Februar 1969 in unregelmäßigen Abständen unter unterschiedlichen Titeln herausgegeben. In der Öffentlichkeit wird es verkürzend und zur Abgrenzung zu Weißbüchern anderer Herausgeber auch als Verteidigungsweißbuch oder Bundeswehrweißbuch bezeichnet.
Das Weißbuch hat vielfältige Adressaten: Es informiert als die direkt Betroffenen sowohl den Bundestag und die Bundeswehr als auch die interessierte Öffentlichkeit in Deutschland, die Bündnispartner und andere interessierte Länder.
Als das oberste sicherheits- und verteidigungspolitische Grundlagendokument der Bundesregierung wurde das Weißbuch im Juni 2023 von der ersten deutsche Nationale Sicherheitsstrategie der Bundesregierung abgelöst.

## Bisherige Weißbücher
Die Titel der bisher erschienenen Weißbücher sind in der folgenden Tabelle aufgelistet. Sie sind inzwischen alle online verfügbar. Inhaltlich spiegeln die Ausgaben die wechselnde innen- und außenpolitische, verfassungsrechtliche, militärische und volkswirtschaftliche Lage und ihre Diskussion zum jeweiligen Zeitpunkt wider.
| Jahr    | Titel                                                                                 | Verteidigungsminister | Bundeskanzler        |
| 1969    | Zur Verteidigungspolitik der Bundesrepublik                                           | Gerhard Schröder      | Kurt Georg Kiesinger |
| 1970    | Zur Sicherheit der Bundesrepublik und zur Lage der Bundeswehr                         | Helmut Schmidt        | Willy Brandt         |
| 1971/72 | Zur Sicherheit der Bundesrepublik Deutschland und zur Entwicklung der Bundeswehr      | Helmut Schmidt        | Willy Brandt         |
| 1973/74 | Zur Sicherheit der Bundesrepublik Deutschland und zur Entwicklung der Bundeswehr      | Georg Leber           | Willy Brandt         |
| 1975/76 | Zur Sicherheit der Bundesrepublik Deutschland und zur Entwicklung der Bundeswehr      | Georg Leber           | Helmut Schmidt       |
| 1979    | Zur Sicherheit der Bundesrepublik Deutschland und zur Entwicklung der Bundeswehr      | Hans Apel             | Helmut Schmidt       |
| 1983    | Zur Sicherheit der Bundesrepublik Deutschland                                         | Manfred Wörner        | Helmut Kohl          |
| 1985    | Zur Lage und Entwicklung der Bundeswehr                                               | Manfred Wörner        | Helmut Kohl          |
| 1994    | Zur Sicherheit der Bundesrepublik Deutschland und zur Lage und Zukunft der Bundeswehr | Volker Rühe           | Helmut Kohl          |
| 2006    | Zur Sicherheitspolitik Deutschlands und zur Zukunft der Bundeswehr                    | Franz Josef Jung      | Angela Merkel        |
| 2016    | Zur Sicherheitspolitik und zur Zukunft der Bundeswehr                                 | Ursula von der Leyen  | Angela Merkel        |

## Weißbuch 2016
Das Weißbuch 2016 trägt den Untertitel zur Sicherheitspolitik und zur Zukunft der Bundeswehr. Im Oktober 2014 wurde es von der Verteidigungsministerin angekündigt und am 13. Juli 2016 vom Bundeskabinett verabschiedet.
Erstmals wurden im Vorfeld umfangreich Experten aus der Zivilgesellschaft und befreundeten Ländern außerhalb der Regierung einbezogen.
Die Autoren gehen davon aus, dass Deutschlands Einfluss nicht auf der Androhung oder Anwendung militärischer Gewalt basiert.
Im Unterschied zu den früheren Weißbüchern liegt diesmal der Schwerpunkt in der Sicherheitspolitik. Mit den militärischen Aspekten befasst sich der zweite Teil, ohne hier ins Detail der Organisation der Streitkräfte zu gehen. An sicherheitspolitischen Aufgaben werden an der Schnittstelle zwischen innerer und äußerer Sicherheit gesehen, etwa Terrorismus, Angriffe auf kritische Infrastrukturen sowie Migrationsbewegungen. Allgemein solle hier die Resilienz befördert werden, konkrete Herangehensweisen werden zu diesen Bereichen nicht skizziert. Erstmals explizit erwähnt wird die Teilnahme an Ad-hoc-Kooperationen mit dem Ziel, außerhalb fester institutioneller Formate ein sicherheitspolitisches Problem zu lösen oder zu begrenzen.
Nach der veränderten Sicherheitslage seit der Ausarbeitung des letzten Weißbuchs 2006 (Aussetzung der Wehrpflicht, Arabischer Frühling, Annexion der Krim 2014) wird die Hauptaufgabe der Bundeswehr wieder in der Landes- und Bündnisverteidigung gesehen, wie auch im Heimatschutz, dem Einsatz der Bundeswehr im Inneren und erstmals bei der Cybersicherheit. Der europäische Pfeiler der NATO soll gestärkt werden, u. a. durch militärische Kooperationen.

## Weißbuch 2006
Das Weißbuch 2006 war schon im Entwurf vor allem kritisiert worden, da die Formulierung der Aufgaben der Bundeswehr im Rahmen von Auslandseinsätzen erneut ausgeweitet und als verfassungswidrig weit auslegbar angesehen wurde. Diese Ausweitung entsprach allerdings einer Rechtfertigung militärischer Einsätze, wie sie drei Jahre zuvor bereits der Europäische Rat in seiner Europäischen Sicherheitsstrategie vollzogen hatte, indem dort ausgeführt wurde, dass die „Energieabhängigkeit Europas in besonderem Maße Anlass zur Besorgnis gebe“ und der Einsatz von Instrumenten „bis hin zum militärischen Einsatz als letztem Mittel“ der Konfliktprävention und der Krisenbewältigung notwendig sein könne. Das Weißbuch wurde nach Abstimmung zwischen den Regierungsparteien CDU und SPD der Großen Koalition unter Angela Merkel am 24. Oktober 2006 vom Kabinett verabschiedet und veröffentlicht. Es betonte deutlicher als frühere Ausgaben, dass deutsche Sicherheitspolitik nach Auffassung der Bundesregierung auch wirtschaftliche Aspekte und Vorgänge weit außerhalb des Bundesgebiets umfasst:
„Der Prozess der Globalisierung erfasst weltweit alle Staaten und Gesellschaften. Die Entfaltung und zunehmende Vernetzung internationaler Handels-, Investitions-, Reise-, Kommunikations- und Wissensströme eröffnet in erster Linie neue Chancen. Deutschland, dessen wirtschaftlicher Wohlstand vom Zugang zu Rohstoffen, Waren und Ideen abhängt, hat ein elementares Interesse an einem friedlichen Wettbewerb der Gedanken, an einem offenen Welthandelssystem und freien Transportwegen. […] Deutschland hat aufgrund seiner immer engeren Verflechtung in der Weltwirtschaft besonderes Interesse an internationaler Stabilität und ungehindertem Warenaustausch. […] Verwerfungen im internationalen Beziehungsgefüge, Störungen der Rohstoff- und Warenströme, beispielsweise durch zunehmende Piraterie, und Störungen der weltweiten Kommunikation bleiben in einer interdependenten Welt nicht ohne Auswirkungen auf die nationale Volkswirtschaft, Wohlstand und sozialen Frieden. […] Energiefragen werden künftig für die globale Sicherheit eine immer wichtigere Rolle spielen. […] Deutsche Sicherheitspolitik muss auch Entwicklungen in geografisch weit entfernten Regionen berücksichtigen, soweit sie unsere Interessen berühren. […] Deutsche Sicherheitspolitik beruht auf einem umfassenden Sicherheitsbegriff. Risiken und Bedrohungen muss mit einem abgestimmten Instrumentarium begegnet werden. Dazu gehören diplomatische, wirtschaftliche, entwicklungspolitische, polizeiliche und militärische Mittel, wenn geboten, auch bewaffnete Einsätze. Letztere sind mit Gefahren für Leib und Leben verbunden und können weit reichende politische Folgen nach sich ziehen.“
Als der Präsident der Bundesrepublik Deutschland, Horst Köhler, am 22. Mai 2010 im Rahmen eines Rundfunk-Interviews zum Einsatz der Bundeswehr in Afghanistan im Rahmen der ISAF inhaltlich diese Passagen des Weißbuchs referierte, löste dies heftige Kritik aus. Am 31. Mai 2010 trat er unter Hinweis auf diese Kritik, bei der er „Unterstellungen“ wahrnahm und den „notwendigen Respekt vor dem höchsten Staatsamt“ vermisse, von seinem Amt als Bundespräsident zurück.

## Weißbuch 1994
Das Weißbuch 1994, das von der Bundesregierung aus CDU und FDP unter Helmut Kohl wenige Jahre nach der Wiedervereinigung Deutschlands und dem Erhalt der vollen Souveränität Deutschlands verabschiedet worden war, formulierte einen gegenüber früher deutlich umfassenderen Sicherheitsbegriff:
„Heute steht Europa am Beginn einer neuen Epoche. Die ehemals etwa 340.000 sowjetischen Soldaten in Deutschland werden im August 1994 in ihre Heimat zurückgekehrt sein. Darüber hinaus wurden die Streitkräftepotentiale in Europa deutlich reduziert. Die jahrzehntelange Angst vor einer großen nuklearen Auseinandersetzung gehört der Vergangenheit an. Ebenso die Bedrohung, auf die sich der Auftrag der Bundeswehr bisher bezog: die Abwehr einer groß angelegten Aggression zahlenmäßig überlegener konventioneller Streitkräfte in Mitteleuropa nach einer relativ kurzen Warn- und Vorbereitungszeit. […] Die Risikoanalysen über künftige Entwicklungen müssen von einem weiten Sicherheitsbegriff ausgehen. Sie dürfen sich nicht auf Europa beschränken, sondern müssen die Interdependenz von regionalen und globalen Entwicklungen berücksichtigen. Sie müssen gesellschaftliche, ökonomische und ökologische Tendenzen einbeziehen und in Beziehung setzen zur Sicherheit Deutschlands und seiner Verbündeten. Künftig gilt es, alle Faktoren in einer umfassenden politischen und strategischen Lagebeurteilung in Rechnung zu stellen. […] Deutschland ist aufgrund seiner Interessen, seiner internationalen Verflechtungen und Verpflichtungen vom gesamten Risikospektrum betroffen. […] Es ist ein Ansatz erforderlich, der für den konkreten Einzelfall politische, wirtschaftliche, gesellschaftliche, soziale, ökologische sowie militärische Aspekte berücksichtigt.“

## Ähnliche Dokumente

### Deutschland
Ein weiteres Dokument zum gleichen Thema sind die Verteidigungspolitischen Richtlinien, die jedoch vom Bundesministerium der Verteidigung selber und nicht von der ganzen Bundesregierung in Kraft gesetzt werden.

### EU
Das Europäische Parlament hat am 12. März 2025 ein Weißbuch zur Zukunft der europäischen Verteidigung verabschiedet.

## Veröffentlichungen
- Weißbuch 1969 zur Sicherheit der Bundesrepublik Deutschland und zur Entwicklung der Bundeswehr (BT-Drs. 5/4100)
- Weißbuch 1970 zur Sicherheit der Bundesrepublik Deutschland und zur Entwicklung der Bundeswehr (BT-Drs. 6/765)
- Weißbuch 1971/1972 zur Sicherheit der Bundesrepublik Deutschland und zur Entwicklung der Bundeswehr (BT-Drs. 6/2920)
- Weißbuch 1973/1974 zur Sicherheit der Bundesrepublik Deutschland und zur Entwicklung der Bundeswehr (BT-Drs. 7/1505)
- Weißbuch 1975/1976 zur Sicherheit der Bundesrepublik Deutschland und zur Entwicklung der Bundeswehr (BT-Drs. 7/4554)
- Weißbuch 1970–1983, Bonn, 1970–1983, ISSN 0723-3876.
- Bundesministerium der Verteidigung (Hrsg.): Weißbuch 1985 – Zur Lage und Entwicklung der Bundeswehr. Presse- und Informationsamt der Bundesregierung, Bonn 1985. 417 Seiten, ISBN 3-452-32409-5, ISSN 0938-2631.
- Bundesministerium der Verteidigung (Hrsg.): Weißbuch 1994. Weißbuch zur Sicherheit der Bundesrepublik Deutschland und zur Lage und Zukunft der Bundeswehr. Presse- und Informationsamt der Bundesregierung, Bonn 1994.
- Bundesministerium der Verteidigung (Hrsg.): Weißbuch 2006 zur Sicherheitspolitik Deutschlands und zur Zukunft der Bundeswehr. Berlin 2006. Damit Erscheinung eingestellt (1995–2005 nicht erschienen, 2007–2015 ebenfalls), DNB 981993168.
- Weißbuch 2016, Berlin 13. Juli 2016